# فولتشيكا (ألطاي كراي)
فولتشيكا (بالروسية: Волчиха) هي مدينة في مقاطعة ألطاي كراي في روسيا.